# Tachina lindemanni
Tachina lindemanni là một loài ruồi trong họ Tachinidae.